# Królestwo Pinya
Królestwo Pinya (birm. ပင်းယခေတ် /pɪ́ɴja̰ kʰɪʔ/) – królestwo zajmujące część środkowej Mjanmy (Birmy) w latach 1310–1364. Było ono sukcesorem Królestwa Myinsaing, jednego z wielu drobnych królestw, jakie powstały po upadku Imperium Paganu w roku 1287. Rządzona przez zbirmanizowanych królów szańskich Pinya ścierała się co jakiś czas z położonym po drugiej stronie rzeki Irawadi rywalem – Królestwem Sikongu – w walce o kontrolę nad środkową Birmą. Jednak przez większość czasu królestwo to pozostawało w defensywie z powodu najazdów Szanów z północy. Zarówno Królestwo Pinya, jak i Królestwo Sikong upadły w roku 1364, gdy szańscy najeźdźcy z Mogaung zajęli ich stolice.
Obydwa królestwa zostały zastąpione w roku 1364 przez Królestwo Ava, założone przez Thadominbya, księcia z Sikongu. Stało się ono głównym królestwem środkowej Birmy na ponad 150 następnych lat.

## Historia

### Początki
Królestwo Pinya było kontynuacją Królestwa Myinsaing założonego w grudniu 1297 roku przez trzech braci: Athinkayę, Yazathingyana i Thihathu. W istocie, gdyby nie secesja Sikongu w roku 1315, królestwo nadal nosiłoby nazwę Myinsaing. W kwietniu 1310 Thihathu, najmłodszy z braci, skonsolidował swoją władzę uśmiercając za pomocą trucizny najstarszego brata po tym, gdy brat środkowy umarł z przyczyn naturalnych. Thihathu planował początkowo przeniesienie swojej stolicy z Pinle do bardziej strategicznej lokalizacji w pobliżu rzeki Irawadi i będącego spichlerzem środkowej Birmy regionu Kyaukse. (W tym czasie Pagan, który przed najazdami Mongołów liczył około 200 tys. mieszkańców był w dużym stopniu wyludniony). Thihathu wybrał najpierw miejsce, w którym rozwinęła się później Ava, u zbiegu rzek Irawadi i Myitnge oraz blisko Kyaukse. Jednak nadworni astrolodzy odradzili tę lokalizację jako zły omen. Thihathu wybrał więc Pinya (w pobliżu Ava), także na brzegu Irawadi.
Dwa lata po tym, gdy został jedynym królem, 7 lutego 1313 (15. dzień Przybywania Księżyca miesiąca Tabaung 674 ME), Thihathu przeniósł się do swego nowego pałacu w Pinya i przyjął styl oraz tytuł dawnych królów Paganu. Podczas ceremonii koronacyjnej królowa wdowa Saw, żona króla Narathihapate (ostatniego suwerennego króla Paganu), podarowała Thihathu złoty pas i złotą tacę, które były przekazywane w rodzinie królewskiej od czasu króla Anawrahty (1044–1077). Od tej chwili Thihathu uznał się oficjalnie za spadkobiercę królów Paganu i to na tyle poważnie, że w roku 1315 mianował on Uzanę I, syna obalonego króla Kyawswy i Mi Saw U, księciem koronnym. (Gdy Thihathu poślubiał Mi Saw U była ona w ciąży i ok. czerwca 1298 roku urodziła Uzanę. Thihathu adoptował go jako własnego syna).

### Secesja Sikongu (1315)
Sawyun, 15-letni najstarszy syn Thihathu, nie przyjął dobrze wiadomości o tym, że został pominięty w sukcesji. Zachęcony przez mnichów zamieszkujących lasy, 16 maja 1315 roku (12. dzień Przybywania Księżyca miesiąca Nayon 677 ME) Sawyun wraz ze swymi zwolennikami przeniósł się do Sikongu, miejscowości znajdującej się na drugim, zachodnim, brzegu Irawadi. Formalnie, Sawyun nigdy się nie zbuntował i, nominalnie, pozostawał nadal lojalny wobec swojego ojca. Thihathu, który nie chciał się z nikim dzielić władzą, nawet z własnymi braćmi, co dziwne nie ukarał (lub nie mógł ukarać) Sawyuna za jego ledwo skrywany bunt. Być może, gdyby był młodszy, Thihathu nie zniósłby sprzeciwu. W każdym razie po jego śmierci w roku 1325 dwa królestwa obrały odmienne drogi, przy czym Pinya kontrolowała wschodnią i południową część środkowej Birmy, a Sikong regiony zachodnie i północne.

### Dalsze lata
Kiedy w roku 1325 umarł Thihathu, władzę przejął Uzana I jako desygnowany przez poprzedniego króla. Uzana, pamiątka po dynastii Paganu, był osobliwością na dworze Pinya zdominowanym przez szańskich ministrów i wojowników. Chociaż jego panowanie trwało 15 lat, był on przede wszystkim stróżem tronu dla swego ostatecznego następcy i przyrodniego brata od strony matki, Kyawswy I. Młodszy od niego Kyawswa, syn Thihathu i wnuk Narathipate, był najlepszym wyborem jako dziedzic zarówno starej (Pagan), jak i nowej (Pinya) dynastii. Uzana abdykował w roku 1340 i został pustelnikiem.
W kolejnych latach obydwa rywalizujące królestwa angażowały się w sporadyczne wojny między sobą. Żadna ze stron nie była jednak w stanie zyskać przewagi, ponieważ były one zajęte bardziej najazdami Szanów z północy. Najazdy te nasiliły się pod koniec lat 50. XIV wieku.

### Upadek Pinya
W roku 1364 król Narathu opracował doskonały, w jego przekonaniu, plan pokonania rywalizującego z jego królestwem Sikongu oraz nieznośnych szańskich najeźdźców z północy. Zawiązał on sojusz z saopha z Mogaung, aby wspólnie zaatakować Sikong. Kiedy jednak siły Mogaung zaatakowały Sikong, armie Pinya biernie obserwowały sytuację z drugiego brzegu rzeki. Ale pechowo dla Narathu, jego plan spalił na panewce. Siły Mogaung zdobyły Sikong samodzielnie, a następnie, mszcząc się za zdradę Narathu, obróciły swój atak przeciwko Pinya. Wojska Szanów przeprawiły się przez rzekę, zdobyły miasto Pinya, a Narathu został doprowadzony do Mogaung jako jeniec. Chociaż Szanowie nie okupowali środkowej Birmy, ich najazdy pozostawiły ten region w opłakanym stanie. Najstarszy brat Narathu, Uzana II objął po nim tron Pinya, ale utrzymał się na nim tylko trzy miesiące. Królestwo Pinya, a wraz z nim Dom Myinsaing, dokonały swego żywota.